# Pointe de Mahabou
La Pointe Mahabou,   est un jardin botanique ouvert au public situé dans Mamoudzou.